# Коронис (знак препинания)
Корони́с (древнегреч. κορωνίς) — знак препинания, использовавшийся при письме на древнегреческом языке.

## Употребление
Использовался для обозначения конца всего произведения или основного раздела в поэтических и прозаических текстах. Часто сопровождался параграфосом (единичным или двойным).

## Этимология названия
«Греко-английский словарь» Г. Дж. Лиделла и Р. Скотта даёт основное значение κορωνίς как «кривоклювый», от которого, как предполагается, произошло общее значение «изогнутый». Пьер Шартрен соглашается и выводит слово из κορώνη «ворона», присваивая значение эпитета по отношению к текстовому символу в том же семантическом диапазоне «кривой». Но, учитывая тот факт, что самые ранние коронисы на самом деле имеют форму птиц, ведутся споры о том, относилось ли название текстового символа изначально к использованию декоративной птицы для обозначения основного раздела в тексте или эти изображения были вторичным развитием, которое повлияло на этимологическую связь между κορωνη «ворон» и κορονις, как в «изогнутый».